# Sender Peč
Der Sender Peč ist eine Sendeanlage auf der slowenischen Seite des Dreiländerecks, eines 1509 Meter hohen Grenzberges zwischen Österreich, Slowenien und Italien. Der 50 Meter hohe freistehende Stahlfachwerkturm wurde 1976 errichtet und befindet sich in unmittelbarer Nachbarschaft zu einer weiteren Sendeanlage auf der italienischen Seite des Berges.
Diese Sendeanlage dient nicht primär der Versorgung Sloweniens, sondern soll einzig und allein die slowenische Minderheit in Kärnten und im Kanaltal mit slowenischsprachigen Rundfunkprogrammen versorgen.
Bis in die Mitte der 1990er Jahre wurde nur das erste Radioprogramm und auch nur das erste TV-Programm ausgestrahlt.

## Frequenzen und Programme

### Analoger Hörfunk (UKW)
| Frequenz (MHz) | Programm    | RDS PS   | RDS PI | Regionalisierung | ERP (kW) | Antennendiagramm rund (ND)/gerichtet (D) | Polarisation horizontal (H)/vertikal (V) |
| -------------- | ----------- | -------- | ------ | ---------------- | -------- | ---------------------------------------- | ---------------------------------------- |
| 100,1          | Slovenija 1 | __PRVI__ | 9201   | –                | 5        | D (280–100°)                             | V                                        |
| 104,0          | VAL 202     | VAL_202_ | 9202   | –                | 5        | D (280–100°)                             | V                                        |
| 106,0          | ARS         | __ARS___ | 9203   | –                | 5        | D (280–100°)                             | V                                        |

### Digitales Fernsehen (DVB-T)
DVB-T wird im Gleichwellenbetrieb (SFN) mit anderen Senderstandorten ausgestrahlt:
| Kanal | Frequenz (in MHz) | Multiplex    | Programme im Multiplex                                                     | ERP (in kW) | Antennen- diagramm rund (ND) / gerichtet (D) | Polarisation horizontal (H) / vertikal (V) |
| ----- | ----------------- | ------------ | -------------------------------------------------------------------------- | ----------- | -------------------------------------------- | ------------------------------------------ |
| 27    | 522               | MUX-A/Center | - TV SLO 1 HD - TV SLO 2 HD - TV SLO 3 - TV Koper - TV Maribor - Vaš kanal | 2           | ND                                           | V                                          |

### Analoges Fernsehen (PAL)
Bis zur Umstellung auf DVB-T im Jahr 2010 diente der Senderstandort weiterhin für analoges Fernsehen:
| Kanal | Frequenz (MHz) | Programm | ERP (kW) | Sendediagramm rund (ND)/ gerichtet (D) | Polarisation horizontal (H)/ vertikal (V) |
| ----- | -------------- | -------- | -------- | -------------------------------------- | ----------------------------------------- |
| 47    | 679,25         | TV SLO 1 | 2        | D (300–70°)                            | V                                         |
| 64    | 815,25         | TV SLO 2 | 2        | D (300–70°)                            | V                                         |